# Бейтсон, Грегори
Гре́гори Бе́йтсон (англ. Gregory Bateson; 9 мая 1904 — 4 июля 1980) — британо-американский учёный, работы которого носят междисциплинарный характер — они связаны с эпистемологией, кибернетикой, антропологией, теориями информации, социализации, коммуникации и экологии.
Наиболее известные работы Бейтсона опубликованы в его книгах «Шаги к экологии разума» (1972), «Разум и природа: неизбежное единство» (1979) и «Ангелы страшатся» (1988, написана в соавторстве с дочерью Мэри Катрин Бейтсон и опубликована после смерти Бейтсона).
Член ассоциации Уильяма Ирвина Томпсона Lindisfarne Association.

## Биография

### Детство и юность
Грегори Бейтсон родился 9 мая 1904 года в деревне Гранчестер недалеко от Кембриджа, Англия. Он был третьим и младшим сыном (Каролины) Беатрис Дарем и генетика Уильяма Бейтсона. Его назвали Грегори в честь Грегора Менделя. С 1917 года по 1921 Грегори Бейтсон обучался в Ча́ртерхаус-Скул (одна из девяти старейших престижных мужских привилегированных средних школ) и затем перевёлся в Сент-Джонс колледж Кембриджского университета, где изучал естествознание. Он получил диплом в 1925 году, в возрасте 21 года.

### Деятельность в Кембридже
Спустя некоторое время Бейтсон решает начать изучать антропологию и возвращается в Кембридж. Здесь он читает лекции по лингвистике под руководством Альфреда Реджиналда Редклиффа-Брауна. В 1930 году получает степень магистра.

### Путешествие
Бейтсон читал лекции по лингвистике в Университете Сиднея в 1928 году. С 1931 по 1937 год он был членом колледжа Святого Иоанна.
После получения степени Бейтсон отправляется в Новую Гвинею на два года. Здесь он знакомится со своей будущей женой, Маргарет Мид. Также здесь он пишет книгу под названием «Naven» о племени ятмулов, обитающем в Новой Гвинее. Книга была опубликована в 1936 году.
Завершив исследования в Новой Гвинее, он предпринимает путешествие по США, читая лекции по различным тематикам во множестве разных вузов Америки. Бейтсон начинает изучать кибернетику с Норбертом Винером и Джоном фон Нейманном. Новое поле удовлетворило интерес Бейтсона в вопросах коммуникации между индивидуумами.

### От переезда в США до конца жизни
В 1941 году Бейтсон работает в качестве аналитика немецких пропагандистских фильмов в Музее современного искусства в Нью-Йорке. Затем он работает в Управлении стратегических служб, читает лекции в Колумбийском университете и затем служит в Китае, Бирме, Цейлоне и Индии в качестве преподавателя. После войны в течение долгого времени читает лекции в Гарвардском университете в качестве приглашённого специалиста.
В 1956 году Грегори Бейтсон получает гражданство Соединённых Штатов Америки.
Спустя некоторое время Бейтсон на год уезжает в Сан-Франциско для изучения процессов коммуникации.

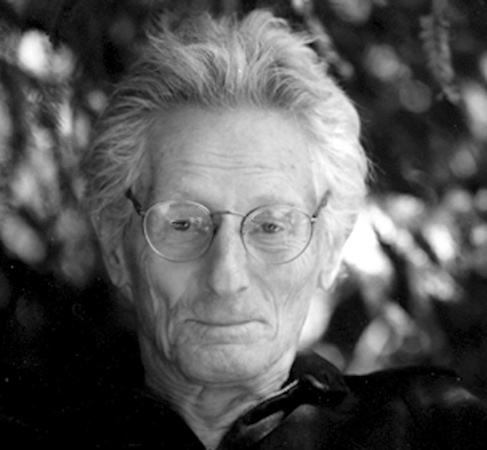
Джон Лилли, известный нейробиолог и друг Грегори Бейтсона.

В период с 1963 по 1964 год, по приглашению Джона Лилли, работает директором Института исследования коммуникаций в Сент-Томасе на Виргинских островах.
С 1964 по 1972 год он работает директором Океанического института (Гавайи), куда его пригласил Тейлор Прайор. В течение этого периода он исследовал процесс коммуникации между дельфинами — тему, до сих пор вызывающую много вопросов. Ему не удалось продвинуться в своих исследованиях так далеко, как он хотел.
Грегори Бейтсон умер 4 июля 1980 года в Сан-Франциско в возрасте 76 лет.

## Научная деятельность и наследие
Многие люди, в том числе и известные учёные, считают Бейтсона культовой фигурой, чему способствовали его загадочность, эксцентричность и широта интересов. Бейтсон был специалистом во множестве дисциплин: он затрагивал вопросы кибернетики и зоопсихологии, этнологии и культурной антропологии, психологии и психиатрии. Физик Фритьоф Капра в книге «Уроки Мудрости», писал, что «будущие историки сочтут Грегори Бейтсона одним из наиболее влиятельных мыслителей нашего времени. Уникальность его мышления связана с широтой и обобщённостью. Во времена, характеризующиеся разделением и сверхспециализацией, Бейтсон противопоставил основным предпосылкам и методам различных наук поиск паттернов, лежащих за паттернами, и процессов, лежащих в основе структур».
По собственному признанию Бейтсона, работы его зачастую неправильно истолковываются, чему способствует и необычность его стиля. Бейтсон не отличался любовью к современным академическим стандартам научного стиля, и его работы зачастую были оформлены в виде эссе, а не научных работ; в своих трудах он применяет множество метафор, а выбор источников, как правило, можно считать нестандартным с точки зрения консервативной науки (например, он мог цитировать поэтов прошлого и игнорировать свежие научные исследования). Несмотря ни на что, многие люди рассматривают его работы как источник весьма оригинальных мыслей, достойный тщательного чтения.
Наиболее значимые для Бейтсона и часто упоминаемые им авторы и идеи: Ж.-Б. Ламарк; У. Блейк; С. Батлер; Б. Рассел (теория логических типов); К. Г. Юнг («Семь проповедей к мёртвым»); А. Коржибски («Карта не есть территория»); Р. Дж. Коллингвуд.
Среди наиболее известных фраз, часто употреблявшихся Бейтсоном и отражающих его мировоззрение, были следующие:
- «Число отличается от количества».
- «Карта не есть территория» и «имя не есть названный им предмет» (Альфред Коржибски).
- «Логика — плохая модель для причины и следствия».

### «Двойное послание»
Грегори Бейтсон наиболее известен разработкой теории «двойного послания» (англ. double bind). Двойное послание — коммуникативный парадокс, впервые описанный в контексте изучения шизофрении. Для полноценного двойного послания необходимо соблюдение ряда условий:
1. Жертва двойного послания воспринимает противоречивые указания или эмоциональные послания на различных уровнях коммуникации (например, на словах выражается любовь, а невербальное поведение, или «метасообщение», выражает ненависть; либо ребёнку предлагают говорить свободно, но критикуют или заставляют замолчать всякий раз, когда он так делает).
2. Невозможность метакоммуникации. Например, дифференцирование двух посланий, определение коммуникации как не поддающейся разумению.
3. Жертва не способна прекратить общение.
4. Неспособность выполнить противоречивые директивы наказывается (например, прекращением выражения любви).

Двойное послание изначально предлагалось в качестве объяснения части проблемы этиологии шизофрении. Сейчас более значимо его влияние в качестве примера подхода Бейтсона к сложностям коммуникации.

### Эпистемология
Ключевые для Бейтсона философские вопросы затрагивают отношения «организм — среда» и «сознание — бессознательное». Бейтсон полагает, что западная цивилизация пошла, во-первых, по пути превознесения индивида в ущерб его существованию в целостности и равновесии со средой и, во-вторых, по пути гипертрофии сознания в ущерб взаимодействию и равновесию сознательных и бессознательных (искусство, религия и пр.) форм психической деятельности.
Так, что касается отношения «организм — среда», Бейтсон настаивает на том, что «ментальный мир — разум, мир обработки информации — не ограничивается кожей»: разум имманентен не только телу, но также информационным потокам вне тела. Точно так же биологической единицей выживания при естественном отборе является не организм или множество организмов, как в дарвиновской теории эволюции (такой подход ведёт организм к разбалансированности отношений с окружающей средой, её разрушению, а с ней — и самого организма), но «гибкая система „организм в своей окружающей среде“». Разум имманентен не индивиду, а экосистеме или эволюционной структуре в целом.
Бейтсон называл единицей разума различие и определял минимальное информативное изменение как «небезразличное различие» (a difference that makes a difference).

### Кибернетика
В круг интересов Бейтсона входили теория систем и кибернетика, одним из основателей которой он считается (Бейтсон был в числе основоположников дисциплины). В процессе работы Бейтсон сосредоточился на соотношении кибернетики и теории систем с эпистемологией.

### Влияние на психотерапию
Грегори Бейтсон повлиял на движение «антипсихиатрии» (Рональд Лэйнг, Франко Базалья , Феликс Гваттари, Томас Сас и др.), а также способствовал возникновению нескольких школ психотерапии. Бейтсон выступил наставником основателей НЛП Ричарда Бэндлера и Джона Гриндера, а также познакомил их с психотерапевтом Милтоном Эриксоном, использовавшим так называемый «мягкий» (эриксоновский) гипноз для своих психотерапевтических сессий.

### Терминология Бейтсона
- Абдукция — метод сравнения паттернов отношений и их симметрии и асимметрии (как, например, в сравнительной анатомии), особенно в комплексных органических или психических системах. Бейтсон использовал этот термин для обозначения третьего метода науки (наряду с индукцией и дедукцией) и рассматривал её как центральное звено своего качественного и целостного (холистического) подхода.
- Критерии разума:

1. Разум есть совокупность взаимодействующих частей или компонентов.
2. Взаимодействие между частями разума вызывается различием.
3. Для психических процессов необходима коллатеральная энергия.
4. Для психических процессов необходимы замкнутые (или более сложные) цепи детерминации.
5. В психических процессах эффекты различия (дифференциации) рассматриваются как трансформы (то есть закодированные версии) различий, которые им предшествовали.
6. Описание и классификация данных процессов трансформации выявляют иерархию логических типов, свойственных явлению.

- Креатура и Плерома — заимствованные у Карла Юнга («Семь проповедей мертвым» — «Septem Sermones ad Mortuos») гностические термины, сравнимые с концепцией майя в индуизме. Основная идея в их различении состоит в том, что смысл и организация проецируются в мир. Плерома — неживой мир, недифференцированный субъектом, мир физических взаимодействий; креатура — живой мир, мир мысли и языка, где явления определяются отличительными признаками, различиями и информацией.[11]

Бейтсон подверг критике фундаментальную противоположность формы и сущности. Недостатком естественных наук Бэйтсон считал сведение подлинной действительности к чистой субстанции, и отнесение формы, соответственно, к явлению как эпифеномену. Эта противоположность является неочевидным следствием ложного противопоставления разума и природы. Разум имманентен системе взаимодействия организм-среда, в которой невозможно провести четкую грань между индивидом и внешней природной средой. Отношение между разумом и средой Бэйтсон иллюстрирует связью креатуры (живое) и плеромы (неживое), как её описал в своих гностических размышлениях Карл Юнг. Плерома описывается как мир сил и столкновений, но в нём отсутствуют различия, экология этого мира — это экология материалов и энергии. Мир креатуры — это разницы и различия, которые и оказывают воздействия. Экология мира креатуры — это экология идей.

## Работы учёного

### На английском языке
Книги приведены в хронологическом порядке издания (указаны первые издания книг).
Изданные при жизни:
1. Bateson G. Naven: A Survey of the Problems suggested by a Composite Picture of the Culture of a New Guinea Tribe drawn from Three Points of View. — 1936.
2. Bateson G., Mead M. Balinese Character: A Photographic Analysis. — New York Academy of Sciences, 1942. — ISBN 0-89072-780-5.
3. Ruesch J., Bateson G. Communication: The Social Matrix of Psychiatry. — 1951.
4. Bateson G. Steps to an Ecology of Mind: Collected Essays in Anthropology, Psychiatry, Evolution, and Epistemology. — New York: Ballantine Books, 1972.
5. Bateson G. Mind and Nature: A Necessary Unity (Advances in Systems Theory, Complexity, and the Human Sciences). — Hampton Press, 1979. — ISBN 1-57273-434-5.

Изданные после смерти:
1. Bateson G., Bateson M. C. Angels Fear: Towards an Epistemology of the Sacred. — Toronto: Bantam Books, 1987.
2. Bateson G., Donaldson R. E. A Sacred Unity: Further Steps to an Ecology of Mind. — Harper Collins, 1991. — 346 p. — ISBN 0-06-250100-3, ISBN 978-0-06-250100-4.

### Русскоязычные переводы
Книги приведены в хронологическом порядке издания оригиналов.
1. Переводы книги «Steps to an Ecology of Mind: Collected Essays in Anthropology, Psychiatry, Evolution, and Epistemology» (1972):
  1. Бейтсон Г. Экология разума: Избранные статьи по антропологии, психиатрии и эпистемологии / Пер. Д. Я. Федотова, М. П. Папуша; вступ. ст. А. М. Эткинда. — 1-е изд. — М.: Смысл, 2000. — 476 с. — (Золотой фонд мировой психологии). — ISBN 5-89357-081-2.
  2. Второе издание, исправленное и дополненное, вышло в трех отдельных книгах:
    1. Бейтсон Г. Шаги в направлении экологии разума: избранные статьи по антропологии / Пер. с англ. и предисл. Д. Я. Федотова. — 2-е изд., испр. — М.: URSS: КомКнига, 2005. — 229 с. — (Культовый интеллектуальный бестселлер). — ISBN 5-484-00226-5;
    2. Бейтсон Г. Шаги в направлении экологии разума: избранные статьи по психиатрии / Пер. с англ. и предисл. Д. Я. Федотова. — 2-е изд., испр. — М.: URSS: КомКнига, 2005. — 245 с. — (Культовый интеллектуальный бестселлер). — ISBN 5-484-00227-3;
    3. Бейтсон Г. Шаги в направлении экологии разума: избранные статьи по теории эволюции и эпистемологии / Пер. с англ. и предисл. Д. Я. Федотова. — 2-е изд., испр. и доп. — М.: URSS: КомКнига, 2005. — 245 с. — (Культовый интеллектуальный бестселлер). — ISBN 5-484-00228-1.
2. Переводы книги «Mind and Nature: A Necessary Unity» (1979):
  1. Бейтсон Г. Разум и природа. Необходимое единство / Пер. А. И. Фета. — Новосибирск: Институт семейной терапии, 2005. — 187 с. — ISBN 5-85617-136-7 (ошибоч.) .
  2. Бейтсон Г. Разум и природа: неизбежное единство / Пер. с англ. и предисл. Д. Я. Федотова. — М.: URSS: КомКнига, 2007. — 244 с.: ил. — ISBN 978-5-484-00766-0.
  3. Бейтсон Г. Разум и природа. Необходимое единство Архивная копия от 11 июля 2019 на Wayback Machine / Пер. с англ. и примеч. А. И. Фета. — Nyköping: Philosophical arkiv, 2016. — 214 с. — ISBN 978-91-983073-6-8.
3. Переводы книги «Angels Fear: Towards an Epistemology of the Sacred» (1987):
  1. Бейтсон Г., Бейтсон М. К. Ангелы страшатся: К эпистемологии священного / Сокр. пер. с англ. В. Котляра — М.: Технологическая школа бизнеса, 1992.
  2. Грегори Бейтсон, М.К. Бейтсон. Ангелы страшатся = Angels Fear: Towards an Epistemology of the Sacred : 1987. — М. : ACT, 2019. — 352 с. — Пер. с англ. Д.Я. Федотова. — ISBN 978-5-17-117268-8.

## Фильмы
- «Trance and Dance in Bali» (англ.) (Маргарет Мид и Грегори Бейтсон)